# Mosab Abu Toha
Pour les articles homonymes, voir Toha.
 (avril 2025).
La mise en forme du texte ne suit pas les recommandations de Wikipédia : il faut le « wikifier ».
Les points d'amélioration suivants sont les cas les plus fréquents. Le détail des points à revoir est peut-être précisé sur la page de discussion.
- Les titres sont pré-formatés par le logiciel. Ils ne sont ni en capitales, ni en gras.
- Le texte ne doit pas être écrit en capitales (les noms de famille non plus), ni en gras, ni en italique, ni en « petit »…
- Le gras n'est utilisé que pour surligner le titre de l'article dans l'introduction, une seule fois.
- L'italique est rarement utilisé : mots en langue étrangère, titres d'œuvres, noms de bateaux, etc.
- Les citations ne sont pas en italique mais en corps de texte normal. Elles sont entourées par des guillemets français : « et ».
- Les listes à puces sont à éviter, des paragraphes rédigés étant largement préférés. Les tableaux sont à réserver à la présentation de données structurées (résultats, etc.).
- Les appels de note de bas de page (petits chiffres en exposant, introduits par l'outil «  Source ») sont à placer entre la fin de phrase et le point final[comme ça].
- Les liens internes (vers d'autres articles de Wikipédia) sont à choisir avec parcimonie. Créez des liens vers des articles approfondissant le sujet. Les termes génériques sans rapport avec le sujet sont à éviter, ainsi que les répétitions de liens vers un même terme.
- Les liens externes sont à placer uniquement dans une section « Liens externes », à la fin de l'article. Ces liens sont à choisir avec parcimonie suivant les règles définies. Si un lien sert de source à l'article, son insertion dans le texte est à faire par les notes de bas de page.
- La présentation des références doit suivre les conventions bibliographiques. Il est recommandé d'utiliser les modèles {{Ouvrage}}, {{Chapitre}}, {{Article}}, {{Lien web}} et/ou {{Bibliographie}}. Le mode d'édition visuel peut mettre en forme automatiquement les références.
- Insérer une infobox (cadre d'informations à droite) n'est pas obligatoire pour parachever la mise en page.

Pour une aide détaillée, merci de consulter Aide:Wikification.
Si vous pensez que ces points ont été résolus, vous pouvez retirer ce bandeau et améliorer la mise en forme d'un autre article.
Mosab Abu Toha est un écrivain, poète, universitaire et bibliothécaire palestinien de la bande de Gaza. 
Son premier recueil de poésie, Things You May Find Hidden in My Ear (2022), traduit en français en 2024 (Ce que vous trouverez caché dans mon oreille), a remporté le Palestine Book Award et un American Book Award. Il a également été finaliste du National Book Critics Circle Award et du Walcott Poetry Prize.
Mosab Abu Toha a fondé la bibliothèque Edward Said, la première bibliothèque de langue anglaise de Gaza. Arrêté par l'armée israélienne en novembre 2023 alors qu'il s'enfuyait en Égypte avec sa famille, il a ensuite été libéré après avoir été interrogé. Il travaille depuis comme chroniqueur de guerre à distance.

## Enfance et jeunesse
Mosab Abu Toha est né en 1992 dans le camp de réfugiés d'Al-Shati, peu avant la signature des accords d'Oslo. Il est diplômé en anglais de l'Université islamique de Gaza. En 2017, il a fondé la bibliothèque Edward Said, une bibliothèque publique de langue anglaise à Beit Lahia, dont une deuxième succursale a été ouverte dans la ville de Gaza en 2019.
En 2023, Abu Toha obtient une maîtrise en beaux-arts et en écriture créative à l'Université de Syracuse,,.

## Carrière
Mosabn Abu Toha a enseigné l'anglais dans les écoles de l'Office de secours et de travaux des Nations Unies (UNRWA) à Gaza de 2016 à 2019. Il est le fondateur de la bibliothèque Edward Said, la seule bibliothèque de langue anglaise à Gaza. En 2019-20, il a été visiteur à l'Université Harvard, au Département de littérature comparée,  bibliothécaire à la bibliothèque Houghton et membre de la Harvard Divinity School.
Abu Toha est chroniqueur pour Arrowsmith Press, et a écrit depuis Gaza pour The Nation, Literary Hub, le New York Times,  et The New Yorker.
Ses poèmes ont été publiés sur le site Web de la Poetry Foundation et dans des revues telles que Poetry Magazine, Banipal, Solstice, The Markaz Review, The New Arab, Peripheries, The New York Review,  The Progressive,  The New Yorker,  et The Atlantic.
En 2022, il publie son premier recueil de poésie, Things You May Find Hidden in My Ear (City Lights). Il a remporté le Palestine Book Award et un American Book Award. Il a également été finaliste pour le National Book Critics Circle Award et le Walcott Poetry Prize. Le New York Times a écrit : « Les débuts réussis d'Abu Toha contrastent avec la beauté naturelle des scènes de violence politique. »
En 2023, Mosab Abu Toha a été nommé professeur invité à l'Université de Syracuse, par le biais du réseau Scholars at Risk. Au semestre de printemps 2024, il a été professeur et écrivain en résidence à l'Université américaine du Caire.
En 2025, Mosab Abu Toha a obtenu le prix Pulitzer Commentary, pour une série d'articles parus dans le New Yorker.

## Bombardement israélien de Gaza en 2023
En octobre 2023, Mosab Abu Toha, sa femme et ses enfants ont évacué leur maison de Beit Lahiya et se sont installés dans le camp de réfugiés de Jabaliya après qu'Israël a averti qu'il bombarderait Beit Lahiya. Dans un article du New Yorker publié le 6 novembre, Toha a écrit qu'il s'était rendu à vélo à Beit Lahiya pour tenter de récupérer quelques livres de la collection de sa maison. Cependant, leur maison et ses environs ont été détruits. Israël a ensuite bombardé Jabaliya, à soixante-dix mètres de l'endroit où ils se trouvaient.
Mosab Abu Toha était un ami proche du poète Refaat Alareer, tué par une frappe aérienne israélienne le 7 décembre 2023. Abu Toha lui a rendu hommage en partageant des souvenirs de son amitié, comme la cueillette de fraises ensemble et des blagues qu'il lui faisait sur le campus. Le 22 janvier 2024, Amy Goodman lui a demandé de parler de l'importance qu'il avait eue pour lui et de la façon dont il est mort. Il a répondu en disant d'abord que sa mort n'était pas unique et qu'à ce moment-là, le corps d'Alareer était toujours sous les décombres. Il a également ajouté : « J'aimerais me souvenir de Refaat comme de quelqu'un qui était toujours prêt à écouter nos œuvres littéraires. Il aimait lire des sonnets de Shakespeare et des poèmes de John Donne. C'était un grand admirateur de John Donne. J'aimerais me souvenir de Refaat comme de quelqu'un qui aimait – qui aimait aller dans les fermes de fraises, cueillir des fraises avec moi et faire des jeux de mots. Refaat était quelqu'un qui ne voulait pas mourir. »

### Détention par les forces israéliennes lors de l'évacuation
Le 19 novembre 2023, Abu Toha a été arrêté par les forces de défense israéliennes alors qu'il se dirigeait vers le poste frontière de Rafah pour tenter d'évacuer la bande de Gaza avec sa famille. Les premiers rapports l'attribuent à ses récents écrits très médiatisés,. Des responsables américains lui avaient dit que lui et sa famille pourraient traverser la frontière vers l'Égypte, puisque son fils de trois ans est citoyen américain. L'armée israélienne l'a arrêté à un poste de contrôle alors qu'il tentait de quitter le nord de Gaza pour le sud,. La famille avait reçu l’autorisation d’évacuer.
Selon Diana Buttu, une avocate palestino-canadienne, Abu Toha avait été convoqué par l'ambassade américaine. Transmettant le récit de l'épouse d'Abu Toha, Buttu a déclaré au Time : « Il a été contraint de déposer son fils… Ils ont tous été contraints de marcher les mains levées. Il a levé les bras… [et] lui et environ 200 autres ont été emmenés hors de cette ligne et enlevés. Ils sont sans nouvelles de lui depuis. » Les forces de défense israéliennes ont déclaré au Washington Post qu'elles enquêtaient sur cette arrestation.
Le rédacteur en chef du New Yorker, Michael Luo, a confirmé le 20 novembre qu'Abu Toha avait été « arrêté ». L'organisation de défense de la liberté d'expression PEN America a appelé à sa protection et PEN International a demandé des informations sur la situation d'Abu Toha. 
Le 21 novembre 2023, Démocratie Maintenant ! a rapporté qu'Abu Toha avait été libéré après avoir été emmené dans une prison israélienne dans le Néguev et battu, selon une déclaration de Buttu. Il a été transporté à l'hôpital en raison de ses blessures. Selon une publication de sa part sur son compte Instagram, il se trouvait en 2024 au Caire, en Égypte, avec sa famille.
Dans un article de 2024 paru dans The New Yorker, Abu Toha a décrit son déménagement à Syracuse, New York, et les conséquences persistantes de son arrestation, notamment les contrôles secondaires dans les aéroports et la visite d'agents du FBI. Il tient une chronique irrégulière sur sa propre existence dans le New Yorker. Il lui arrive également d'être publié par le New York Times et le Washington Post. Et, considérant que les journalistes occidentaux accomplissent mal leur travail, il lit la presse en arabe et poste des nouvelles de Gaza sur les réseaux sociaux.

## Travaux
- Things You May Find Hidden in My Ear: Poems from Gaza, City Lights Publishers, 2022 (ISBN 9780872868601, OCLC 1267386450) ; Ce que vous trouverez caché dans mon oreille, trad. par Ève de Dampierre-Noiray, Julliard, 2024 (ISBN 9782260056485)
- Forest of Noise, Knopf, 2024 (ISBN 9780593803974)